# Eutrochozoa
Clade
Embranchements de rang inférieur
- Annelida
- Mollusca
- Nemertea
- Sipuncula

Position phylogénétique
- bilatériens
  - protostomiens
    - lophotrochozoaires
      - eutrochozoaires
        - syndermates
          - rotifères
          - acanthocéphales
          - cycliophores ?

        - spiraliens
          - entoproctes
          - parenchymiens
            - plathelminthes
            - némertes

          - mollusques
          - siponcles
          - annélides

      - lophophorata

    - chaetognathes ?
    - cuticulates

  - mésozoaires ?
  - deutérostomiens
    - échinodermes
    - pharyngotrèmes

Les Eutrochozoaires (Eutrochozoa) sont un sous-clade putatif des Trochozoaires, parmi les Lophotrochozoaires.
Conçu à l'origine comme regroupant les Mollusques, Annélides, Siponcles et Brachiopodes, il a été corrigé en 1998 comme regroupant les Mollusques, Annélides, Siponcles et Némertiens.
La monophylie de ce groupe n'est pas acquise. 
- (en) Paleobiology Database : Eutrochozoa
- Jan Zrzavý et al., 1998, Phylogeny of the Metazoa Based on Morphological and 18S Ribosomal DNA Evidence DOI 10.1111/j.1096-0031.1998.tb00338.x.